# Fred Konrad

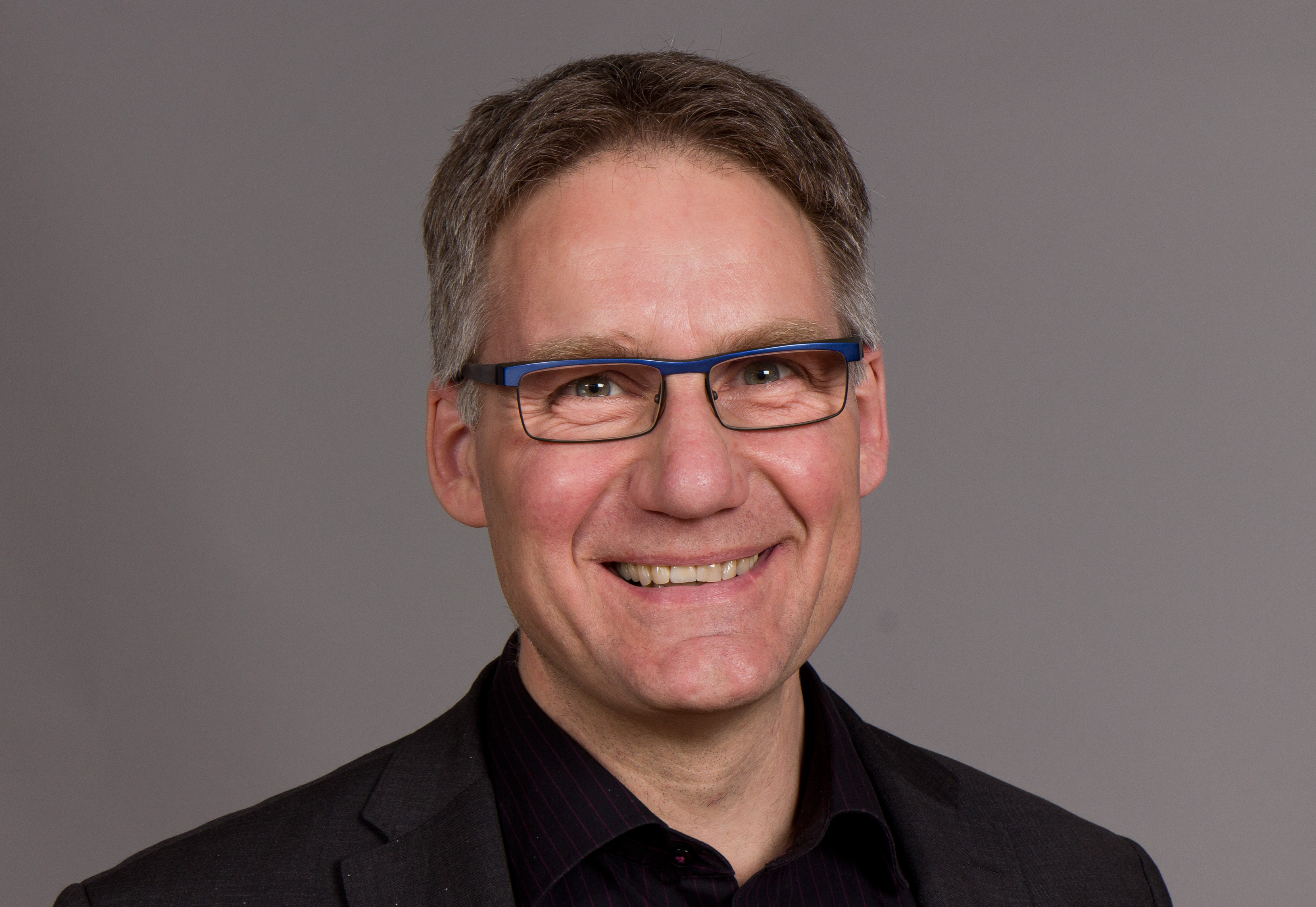
Fred Konrad (2014)

Fred Konrad (* 21. Oktober 1961 in Trier) ist ein deutscher Arzt und Politiker (Bündnis 90/Die Grünen). Er ist ehemaliges Mitglied des Landtages von Rheinland-Pfalz
Konrad studierte Medizin in Homburg und Bonn. Er war zunächst Arzt im Praktikum im Bereich Anästhesie in Bad Honnef und machte danach eine Weiterbildung zum Kinder- und Jugendarzt in der Uni-Klinik Homburg. Im Jahre 1996 schrieb er eine Dissertation über Geschwisterkinder von Opfern des plötzlichen Kindstodes und wurde Arzt beim Medizinischen Dienst der Krankenversicherung. 1998 wurde er Kinder- und Jugendarzt im Sozialpädiatrischen Zentrum der Reha-Westpfalz in Landstuhl. Seine Schwerpunkte waren Entwicklungs- und Verhaltensstörungen bei Kindern und interdisziplinäre Betreuung von Kindern und Erwachsenen mit Behinderungen. Seit 2004 ist er niedergelassener Kinder- und Jugendarzt in Kusel. Neben der Praxis macht Konrad rehabilitationsmedizinische Betreuung von Erwachsenen mit mehrfachen Behinderungen in Zweibrücken und Kusel.
Seit 1987 ist Konrad Mitglied der Grünen. 1993 wurde Konrad Mitglied des Kreisverbandes Zweibrücken, wo er von 1997 bis 2011, mit Unterbrechungen, Sprecher des Kreisverbandes war. 1998 kandidierte er dort für das Amt des Oberbürgermeisters. Von 2000 bis 2001 war er Landesvorstandssprecher der Grünen in Rheinland-Pfalz. Bei der Landtagswahl 2006 trat er für das Direktmandat im Wahlkreis 46 (Wahlkreis Zweibrücken) an. Er konnte es nicht erringen und zog auch nicht über die Liste ein, da die Grünen an der 5-%-Hürde scheiterten. 2006 wurde Konrad Mitglied des Landesparteirates. Er ist Mitglied der Landesarbeitsgemeinschaft Soziales. Bei der Bundestagswahl 2009 trat er im Wahlkreis 211 Südwestpfalz und auf der Landesliste Rheinland-Pfalz auf Platz 4 an. Auch diesmal schaffte er es nicht, ein Mandat zu gewinnen, wäre aber der erste Nachrücker gewesen, falls ein Abgeordneter der Grünen in Rheinland-Pfalz ausgeschieden wäre.
Bei der Landtagswahl 2011 gelang Fred Konrad schließlich der Einzug in den Landtag. Er stand auf Platz 14 der Landesliste, während die Grünen achtzehn Mandate gewinnen konnten. Auf das Bundestagsmandat, das ihm nach der Berufung von Ulrike Höfken zur Landesministerin zugestanden hätte, verzichtete er aufgrund seines Einzugs in den Landtag. In der Landtagsfraktion von Bündnis 90/Die Grünen war Konrad für Soziales, Inklusion, Pflege, Leben im Alter, Demografie und Kirchenpolitik zuständig. Er war Vorsitzender des Ausschusses für Integration, Familie, Kinder und Jugend und Mitglied des sozialpolitischen Ausschusses sowie stellvertretendes Mitglied des Petitionsausschusses. Für die Fraktion war er Mitglied des Kuratoriums der Technischen Universität Kaiserslautern und der Evangelischen Akademie der Pfalz.
Neben dem Landtagsmandat führte Konrad seine Praxis für Kinder- und Jugendmedizin in geringem Umfang weiter und versorgt mehrere Wohnheime und Tagesförderstätten für mehrfach behinderte Erwachsene rehabilitationsmedizinisch. Er engagiert sich im Förderverein der Abtei Himmerod und im Ruanda-Komitee Zweibrücken. Schwerpunkt der Arbeit des Ruanda-Komitees ist 2014 das Zentrum für behinderte Kinder von APAX in Muramba. Er ist Mitglied des Madrigalchors Klaus Fischbach.
Fred Konrad war einer der drei Kandidaten für die Oberbürgermeisterwahl in Trier 2014.
Nach der Landtagswahl 2016 schied Konrad am 18. Mai 2016 aus dem Parlament aus, da die Grünen aufgrund des Wahlergebnisses zwölf Sitze verloren hatten. Er widmete sich wieder verstärkt seinem Beruf als Kinderarzt und verzichtete daher  darauf, als Nachrücker im April 2017 erneut ein Landtagsmandat zu erhalten.
Für die Landtagswahl 2021 wurde Konrad als Direktkandidat für den Wahlkreis Pirmasens nominiert und steht auf Platz 24 der grünen Landesliste.